# Stimulans
Een stimulans, aansporing, prikkel, drijfveer, motief of incentive  is een beloning in de vorm van een goed of dienst voor een specifieke prestatie ter motivatie.
Een uit dieronderzoek bekend fenomeen is incentive contrast. Als dieren grote beloningen gewend zijn en dan wordt overgestapt op een kleinere beloning, zullen ze daar niet tevreden mee zijn. Ze zullen zich veel minder gaan inspannen en soms zelfs de kleinere incentive weigeren.

## Bedrijven
Bedrijven maken gebruik van incentives bij onder meer verkoopmedewerkers, tussenpersonen of afnemers. Door de beloning en de daarmee samengaande erkenning wordt gewenst gedrag gestimuleerd. Incentives worden vaak door bedrijven gegeven als de werknemers een bepaald doel hebben bereikt. Deze doelstelling is per bedrijf verschillend, evenals de periode waarover gemeten wordt. De doelen kunnen ook over meerdere periodes gemeten worden. Als op het vastgestelde moment het doel is bereikt, wordt er een incentive georganiseerd of gegeven. Dit kan bijvoorbeeld zijn in de vorm van een geldbedrag, een cadeau, een uitstapje of korte reis.
Om ervoor te zorgen dat medewerkers het gewenste gedrag vertonen, moeten zij hierin worden aangemoedigd door middel van een goed beoordelings- en beloningssysteem. Het beoordelingssysteem moet eerlijk zijn, op verschillende manieren meten, eenvoudig te begrijpen zijn, zowel individuele als groepsprestaties meten en niemand van meting uitsluiten. Het beloningssysteem, ook wel de incentivecampagne, moet zich richten op bovengemiddelde prestaties en de beloningen moeten zowel materieel als immaterieel van aard zijn.